# Charczowyk Odessa
Charczowyk Odessa (ukr. ФК «Харчовик» Одеса) – ukraiński klub piłkarski z siedzibą w mieście Odessa, w południowo-zachodniej części kraju, działający w latach 1925–1989.

## Historia
Chronologia nazw:
- 1925: Charczowyky Odessa (ukr. «Харчовики» Одеса, ros. «Пищевики» Одесса)
- 1936: Charczowyk Odessa (ukr. «Харчовик» Одеса, ros. «Пищевик» Одесса)
- 1940, 1944–1950, 1955–1957: jako Charczowyk reprezentował Czornomoreć
- 1989: klub rozwiązano

Drużyna piłkarska Charczowyky została założona w Odessie w 1925 roku. Zespół występował w rozgrywkach lokalnych. W 1936 klub zmienił nazwę na Charczowyk w związku z utworzeniem dobrowolnego towarzystwa sportowego "Charczowyk", zrzeszającego związki zawodowe pracowników przemysłu spożywczego. W 1938 startował w Pucharze ZSRR, gdzie dotarł do 1/16 finału, przegrywając 1:5 z Elektrikiem z Leningrada.
Na początku 1940 roku Charczowyk przestał istnieć, tak jak na bazie Dynama Odessa, który został rozwiązany, utworzono nowy klub "Czornomoreć" pod nazwą Charczowyk. Od 1944 do 1950 ponownie Czornomoreć nosił nazwę Charczowyk. W 1955 po raz trzeci Czornomoreć przyjął nazwę Charczowyk i grał z taką nazwą do października 1957 roku, kiedy to zgodnie z decyzją Ogólnozwiązkowej Centralnej Rady Związków Zawodowych dobrowolne towarzystwa sportowe (DST) "Charczowyk", "Metalurg", "Chimik" i inne połączyły się w ramach konsolidacji w DST "Awangard”. Potem przez dłuższy czas klub nie funkcjonował, dopiero w latach 80. XX wieku ponownie występował w rozgrywkach lokalnych.

## Sukcesy
- Puchar ZSRR:
  - 1/16 finału (1x): 1938
- Mistrzostwa Ukraińskiej SRR:
  - wicemistrz (1x): 1939
- Puchar Ukraińskiej SRR:
  - finalista (1x): 1939
- Mistrzostwa Odessy:
  - mistrz (4x): 1932, 1938, 1939, 1945
- Puchar Odessy:
  - finalista (1x): 1939, 1947.